# Gaidropsarus mediterraneus
La motella o motella mediterranea (Gaidropsarus mediterraneus) è un pesce di mare della famiglia Lotidae dell'ordine Gadiformes.

## Distribuzione ed habitat
Questa specie è diffusa lungo le coste del mar Mediterraneo, del mar Nero e dell'oceano Atlantico nordorientale tra il Marocco e l'Inghilterra, raramente a nord fino alla Norvegia meridionale. È comune nei mari d'Italia.

Frequenta fondi rocciosi ricchi di tane a profondità basse o molto basse, anche di poche decine di centimetri. Si incontra spesso tra gli scogli frangiflutti dei moli.

## Descrizione
Questo pesce, così come le affini motella maculata e motella di fondale, ha un corpo piuttosto allungato, cilindrico nella porzione anteriore che diviene abbastanza compresso lateralmente presso la coda. Peduncolo caudale largo. È presente un barbiglio sul mento e due tentacoli di aspetto simile a barbigli presso le narici. Le pinne dorsali sono due, la prima breve e formata da raggi cortissimi, tranne il primo che è più lungo, la seconda lunga. La pinna anale è simmetrica alla seconda dorsale ma più breve. La pinna caudale è arrotondata. Le pinne pettorali sono abbastzna ampie e contano meno di 20 raggi, le pinne ventrali sono piccole.

Il colore è marrone con delle piccole macchie chiare lungo la linea laterale. Queste macchie possono formare punti chiari ben definiti o essere disposti come una marezzatura. Le pinne sono scure; le pari sono più scure presso l'orlo ed hanno un sottile bordo bianco.

Raggiunge eccezionalmente i 50 cm di lunghezza.

## Riproduzione
Avviene nella stagione fredda.

## Alimentazione
Si ciba di pesci, crostacei ed altri animaletti.

## Comportamento
Questo pesce è un animale notturno e passa le ore di luce in anfratti oscuri. È una specie diffidente, molto difficile da avvicinare. 
Il nuoto è molto ondeggiante, come quello di un'anguila.

## Pesca
Viene pescata solo da pescatori sportivi e non è una cattura facile dato che ha l'abitudine di lasciare l'esca appena sente la minima resistenza. Le carni sono buone, simili a quelle del nasello e spesso vengono utilizzate per zuppe di pesce.